# 三仏生村
三仏生村（さぶしょうむら）は、かつて新潟県北魚沼郡にあった村。

## 沿革
- 1889年（明治22年）4月1日 - 町村制施行に伴い北魚沼郡三仏生村が村制施行し、三仏生村が発足。
- 1901年（明治34年）11月1日 - 北魚沼郡千田村、鴻野谷村（一部）と合併し、千田村を新設して消滅。

## 遺跡
- 三仏生遺跡